# Serie B Profesional de Chile 1938
El Campeonato de Fútbol de la Serie B Profesional de Chile 1938 fue la 4.º edición de la segunda categoría de la Asociación de Football de Santiago (AFS) y contó con la participación de once equipos, jugando todos contra todos en una sola rueda.
El campeón fue Metropolitano, que se adjudicó su primer título de la Serie B Profesional de Chile.

## Tabla final
| Pos | Equipo                 | PJ | PG | PE | PP | Pts |
| --- | ---------------------- | -- | -- | -- | -- | --- |
| 1   | Metropolitano          | 10 | 9  | 0  | 1  | 18  |
| 2   | Santiago National      | 10 | 9  | 0  | 1  | 18  |
| 3   | Universidad Católica   | 10 | 6  | 0  | 4  | 12  |
| 4   | Green Cross            | 10 | 4  | 1  | 5  | 9   |
| 5   | Unión Española B       | 10 | 4  | 1  | 5  | 9   |
| 6   | Magallanes B           | 10 | 4  | 1  | 5  | 9   |
| 7   | Universidad de Chile B | 10 | 2  | 4  | 4  | 8   |
| 8   | Badminton B            | 10 | 2  | 4  | 4  | 8   |
| 9   | Santiago Morning B     | 10 | 3  | 1  | 6  | 7   |
| 10  | Colo-Colo B            | 10 | 2  | 2  | 6  | 6   |
| 11  | Audax Italiano B       | 10 | 1  | 2  | 7  | 4   |

Pos = Posición; PJ = Partidos jugados; PG = Partidos ganados; PE = Partidos empatados; PP = Partidos perdidos; Pts = Puntos
|  | Campeón |

## Campeón
| Campeón Metropolitano 1.º título |